# Espírito Santo do Turvo (ort)
Espírito Santo do Turvo är en ort i Brasilien.   Den ligger i kommunen Espírito Santo do Turvo och delstaten São Paulo, i den södra delen av landet, 800 km söder om huvudstaden Brasília. Espírito Santo do Turvo ligger 496 meter över havet och antalet invånare är 4 246.
Terrängen runt Espírito Santo do Turvo är huvudsakligen platt. Espírito Santo do Turvo ligger nere i en dal. Runt Espírito Santo do Turvo är det mycket glesbefolkat, med 5 invånare per kvadratkilometer.. Espírito Santo do Turvo är det största samhället i trakten.
Trakten runt Espírito Santo do Turvo består i huvudsak av gräsmarker.